# Манганска нодула
Полиметаличне нодуле, такође познате као магнанске нодуле, стеновите су конкреције на морском дну — формиране од концентричних слојева гвожђе и манган хидроксида око језгра. Језгро може да буде микроскопски мало и понекад је комплетно трансформисано у минерале мангана кристализацијом. Када је видљиво голим оком, може да буде мали тест (љуска) микрофосила (радиоларијански или фораминиферни), фосфатизовани ајкулин зуб, базалтни дебрис или чак фрагменти ранијих нодула. Како нодуле могу да се пронађу у обилним количинама, и садрже вредне метале, депозити су идентификовани као такви од економског интереса (1960-их, Џон Меро).